# Pete Seeger
Pete Seeger (Nova York, 3 de maig del 1919 - Beacon (Nova York), 27 de gener de 2014) va ser un cantautor i activista polític dels Estats Units d'Amèrica.

## Biografia
El seu pare, Charles Louis Seeger Jr., va ser un compositor i un pioner etnomusicòleg, investigador tant de la música folk americana com de música no occidental. La seva mare, Constance de Clyver Edson, va ser una violinista de música clàssica i també professora de violí. D'un entorn familiar molt vinculat a l'art i la música, els pares de Pete Seeger van divorciar-se quan ell tenia set anys.
Després d'haver estudiat periodisme a la Universitat Harvard, durant anys va estar recorrent arxius i biblioteques d'arreu dels EUA recopilant peces tradicionals, rescatant i creant-ne de noves de forma pionera a les dècades del 1950 i 1960 al seu país. Molts dels seus enregistraments han esdevingut himnes dels moviments pacifistes i ecologistes. El seu activisme polític i la seva participació en moviments socials el varen convertir en objectiu de la caça de bruixes del senador MacCarthy.
La seva carrera musical va iniciar-se la dècada de 1940, en els projectes The Almanac Singers i The Weavers, on mantingué una estreta col·laboració amb Woody Guthrie.
El 27 de gener de 2014 va morir a la localitat de Beacon a l'edat de 94 anys.

## Discografia seleccionada[2][3]
| Data de llançament | Títol de l'àlbum                                                                            | Segell discogràfic   |
| ------------------ | ------------------------------------------------------------------------------------------- | -------------------- |
| 1954               | The Pete Seeger Sampler                                                                     | Folkways Records     |
| 1954               | How to Play a 5-String Banjo (instruction)                                                  | Folkways Records     |
| 1955               | Bantu Choral Folk Songs                                                                     | Folkways Records     |
| 1955               | The Folksinger's Guitar Guide (instruction)                                                 | Folkways Records     |
| 1955               | Birds, Beasts, Bugs and Little Fishes & Birds, Beasts, Bugs and Bigger Fishes (per canalla) | Folkways Records     |
| 1956               | Love Songs for Friends and Foes                                                             | Folkways Records     |
| 1956               | With Voices Together We Sing                                                                | Folkways Records     |
| 1957               | American Ballads                                                                            | Folkways Records     |
| 1958               | Gazette, Vol. 1                                                                             | Folkways Records     |
| 1959               | American Play Parties                                                                       | Folkways Records     |
| 1960               | Champlain Valley Songs                                                                      | Folkways Records     |
| 1960               | At The Village Gate                                                                         | Folkways Records     |
| 1961               | Story Songs                                                                                 | Columbia Records     |
| 1962               | 12-String Guitar as Played by Lead Belly                                                    | Folkways Records     |
| 1963               | We Shall Overcome                                                                           | Columbia Records     |
| 1964               | Broadsides – Songs and Ballads                                                              | Folkways Records     |
| 1964               | Songs of Struggle and Protest, 1930–50                                                      | Folkways Records     |
| 1966               | God Bless The Grass                                                                         | Columbia Records     |
| 1966               | Dangerous Songs!?                                                                           | Columbia Records     |
| 1967               | Waist Deep In The Big Muddy And Other Love Songs                                            | Columbia Records     |
| 1968               | Wimoweh and Other Songs of Freedom and Protest                                              | Folkways Records     |
| 1973               | Rainbow Race                                                                                | Columbia Records     |
| 1974               | Banks of Marble and Other Songs                                                             | Folkways Records     |
| 1979               | Circles & Seasons                                                                           | Warner Bros. Records |
| 1980               | God Bless the Grass                                                                         | Folkways Records     |
| 1989               | Traditional Christmas Carols                                                                | Smithsonian Folkways |
| 1990               | American Folk Songs for Children                                                            | Smithsonian Folkways |
| 1990               | Folk Songs for Young People                                                                 | Smithsonian Folkways |
| 1991               | Abiyoyo and Other Story Songs for Children                                                  | Smithsonian Folkways |
| 1992               | American Industrial Ballads (reedició de l'àlbum de 1956)                                   | Smithsonian Folkways |
| 1993               | Darling Corey/Goofing-Off Suite                                                             | Smithsonian Folkways |
| 1996               | Pete                                                                                        | Living Music Records |
| 1998               | Birds, Beasts, Bugs and Fishes (Little and Big)                                             | Smithsonian Folkways |
| 1998               | If I Had a Hammer: Songs of Hope and Struggle                                               | Smithsonian Folkways |
| 1998               | Headlines and Footnotes: A Collection of Topical Songs                                      | Smithsonian Folkways |
| 2000               | American Folk, Game and Activity Songs                                                      | Smithsonian Folkways |
| 2002               | American Favorite Ballads, Vol. 1                                                           | Smithsonian Folkways |
| 2003               | American Favorite Ballads, Vol. 2                                                           | Smithsonian Folkways |
| 2004               | American Favorite Ballads, Vol. 3                                                           | Smithsonian Folkways |
| 2006               | American Favorite Ballads, Vol. 4                                                           | Smithsonian Folkways |
| 2007               | American Favorite Ballads, Vol. 5                                                           | Smithsonian Folkways |
| 2008               | At 89                                                                                       | Appleseed Recordings |
| 2009               | Pete Seeger at Bard College                                                                 | Appleseed Recordings |
| 2009               | American Favorite Ballads, The Complete Collection Vol. 1–5                                 | Smithsonian Folkways |
| 2010               | Tomorrow's Children, Pete Seeger and the Rivertown Kids and Friends"                        | Appleseed Recordings |
| 2012               | The Complete Bowdoin College Concert 1960                                                   | Smithsonian Folkways |
| 2012               | A More Perfect Union                                                                        | Appleseed Recordings |
| 2012               | Pete Remembers Woody                                                                        | Appleseed Recordings |
| 2013               | The Storm King - Stories, Narratives, Poems                                                 | Hachette Original    |